# Dotter
Johanna Maria Jansson (művésznevén Dotter; Arvika, 1987. június 10. – ) svéd énekesnő, dalszerző, a Melodifestivalen döntőjének résztvevője 2020-ban, 2021-ben és 2024-ben.

## Magánélete
Arvikában született, majd később költözött Stockholmba, ahol a tanulmányait a Kulturama Zeneiskolában végezte. Művésznevének jelentése: valakinek a lánya. Elmondása szerint magát a Föld lányának tekinti a vegán életmódja miatt. Vőlegénye Dino Medanhodžić bosnyák származású svéd producer, dalszerző.

## Pályafutása

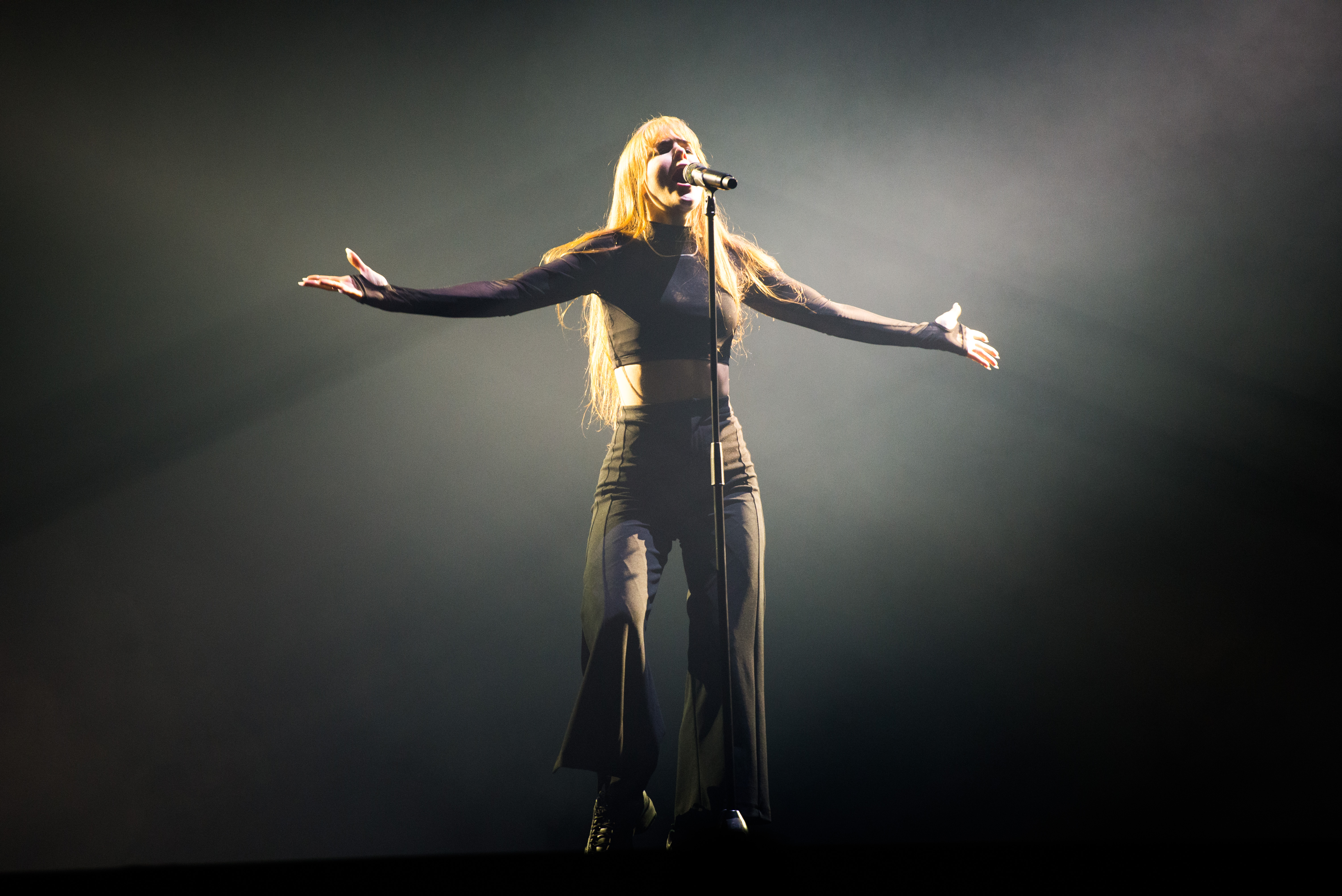
Dotter a 2018-as Melodifestivalen válogatójában

Első dala, a My Flower 2014-ben debütált. Később az SVT Musikhjälpen című adománygyűjtő műsorában adta azt elő. 2017-ben Mariette A Million Years című dalának társszerzője volt, amely bejutott a svéd eurovíziós nemzeti válogatóműsor döntőjébe, majd ott anegyedik helyen végzett. A következő évben az énekesnő szólóban jelentkezett a versenyre, ahol annak ellenére, hogy dalát, a Cry-t az egyik legesélyesebbnek tartották a győzelemre, végül a február 17-i malmői elődöntőben az utolsó előtti helyezett lett, így kiesett a versenyből. 2019-ben Lina Hedlund versenydalát szerezte, amely a döntőben az utolsó előtti helyen végzett. Ebben az évben meghívott előadóként lépett fel a második esély fordulóban, ahol a 2015-ös Eurovíziós Dalfesztivál győztesével, Måns Zelmerlöw-vel énekelt duettet.

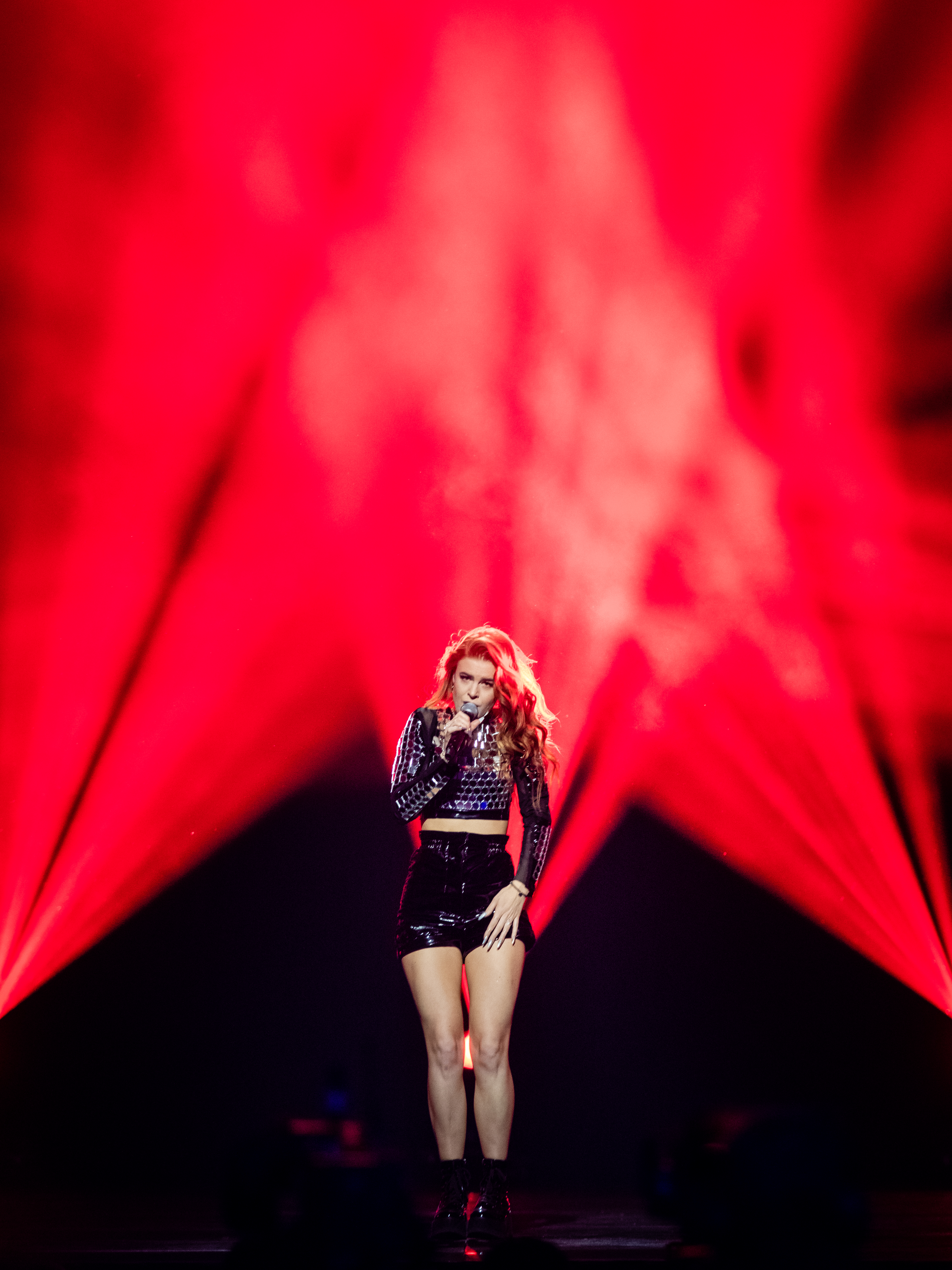
Dotter a 2020-as Melodifestivalen döntőjében

2019. november 26-án vált hivatalossá, hogy az énekesnő bekerült a Melodifestivalen következő évi mezőnyébe. Bulletproof című versenydalát először a február 8-i második elődöntőben adta elő Göteborgban. Az elődöntőben a második helyezést érte el, így egyenesen továbbjutott a döntőbe. A döntőt március 7-én rendezték, ahol fellépési sorrendben hetedikként lépett fel. A szavazás során a nemzetközi zsűrinél az első helyen végzett 65 ponttal, míg a nézők szavazatai alapján a második helyezett lett 71 ponttal. Összesítésben 136 pontot szerzett, csupán egy ponttal maradt le a győztes The Mamas mögött.
2021-ben ismét bekerült a Melodifestivalen mezőnyébe. Little Tot című versenydalát először a február 13-i második elődöntőben adta elő. Az elődöntőből első helyezettként jutott tovább egyenesen a döntőbe. A március 13-i döntőben utolsó előttiként adta elő a dalát, ahol a szavazáson 105 pontot sikerült összegyűjtenie (57-et a nemzetközi zsűriktől, 48-at a nézőktől kapott), így összesítésben a negyedik helyen végzett. Érdekesség, hogy a The Mamas ezúttal is csupán egy ponttal előzte meg Dottert.
2022-ben vőlegényével közösen szerezték a máltai eurovíziós versenydalt. Az I Am What I Am-et Emma Muscat adta elő; a stúdió változatban Dotter háttérénekesként hallható. Máltának a dalfesztiválon nem sikerült továbbjutnia a döntőbe. Április 20-án az SVT bejelentette, hogy Dotter közli a svéd zsűri pontjait az Eurovíziós Dalfesztivál döntőjében.
2023. december 1-jén jelentette be az SVT, hogy az énekesnő bejutott a versenydalával a Melodifestivalen következő évi mezőnyébe. Az It' Not Easy to Write a Love Song című versenydalát először a február 24-én rendezendő negyedik elődöntőben adta elő Eskilstunában, ahol 84 ponttal a második helyen végzett, így továbbjutott a március 9-i döntőbe, ahol 34 pontot sikerült összegyűjtenie (26-ot a nemzetközi zsűriktől és 8-at a nézőktől kapott), mellyel összesítésben az utolsó, tizenkettedik helyen végzett.

## Diszkográfia

### Kislemezek
- My Flower (2014)
- Dive (2015)
- Creatures of the Sun (2016)
- Evolution (2017)
- Rebellion (2017)
- Cry (2018)
- Heatwave (2018)
- I Do (2019)
- Bulletproof (2020)
- Backfire (2020)
- I'm Sorry (2020)
- Vintern jag var sexton (2020)
- New Year (2020)
- Little Tot (2021)
- Jealous (2021)
- Bon Voyage (2022)
- Varför (2022)
- Only Good Die Young (2022)
- Lättdistraherad (2022)
- No Room for Love (2023)
- It' Not Easy to Write a Love Song (2024)

### Közreműködések
- Walk with Me (2019, Måns Zelmerlöw)
- (Just Can't) Hate U (2021, Ryan Riback)
- Disobey (2023, Kaaze)